# Ophiopallas palmarum
Ophiopallas palmarum är en ormstjärneart som beskrevs av Paul E. Hertz 1927. Ophiopallas palmarum ingår i släktet Ophiopallas och familjen fransormstjärnor. Inga underarter finns listade i Catalogue of Life.